# گلندیل (کالیفرنیا)
گلندیل (به انگلیسی: Glendale, California) یک شهر در ایالات متحده آمریکا است که در شهرستان لس‌آنجلس، کالیفرنیا واقع شده‌است.
در دهه ۱۹۷۰ میلادی با بلند شدن موج ملی‌گرایی عرب در مصر و سوریه و اسلام‌گرایی در ایران، و آغاز جنگ داخلی در لبنان، که مراکز مهم سکونت ارامنه بودند، هزاران تن از آن‌ها  خاورمیانه را به مقصد غرب به خصوص آمریکا ترک کردند و خیلی از آن‌ها  در بخش‌هایی از لس آنجلس بزرگ ساکن شدند. براساس برخی تخمین‌ها اکنون ۴۰ درصد (حدود ۸۵ هزار نفر) جمعیت گلندل را ارامنه تشکیل می‌دهند. تعداد زیاد دیگری در شهرهای اطراف از جمله بربنک، هالیوود، پاسادینا، فرزنو، مونتبلو، هالیوود شمالی و حتی محله‌ای که «ارمنستان کوچک» نام گرفته زندگی می‌کنند. سه عضو از پنج عضو شورای شهر گلندیل از ارمنیان می‌باشند.

## خصوصیات
گلندیل ۷۹٫۲۱۲ کیلومترمربع مساحت و ۱۹۶٬۰۲۱ نفر جمعیت دارد و ۱۵۹ متر بالاتر از سطح دریا واقع شده‌است.

## خواهرخوانده
- کاپان - ارمنستان
- مارتونی - جمهوری آرتساخ[۱۰][۱۱]

## نگارخانه

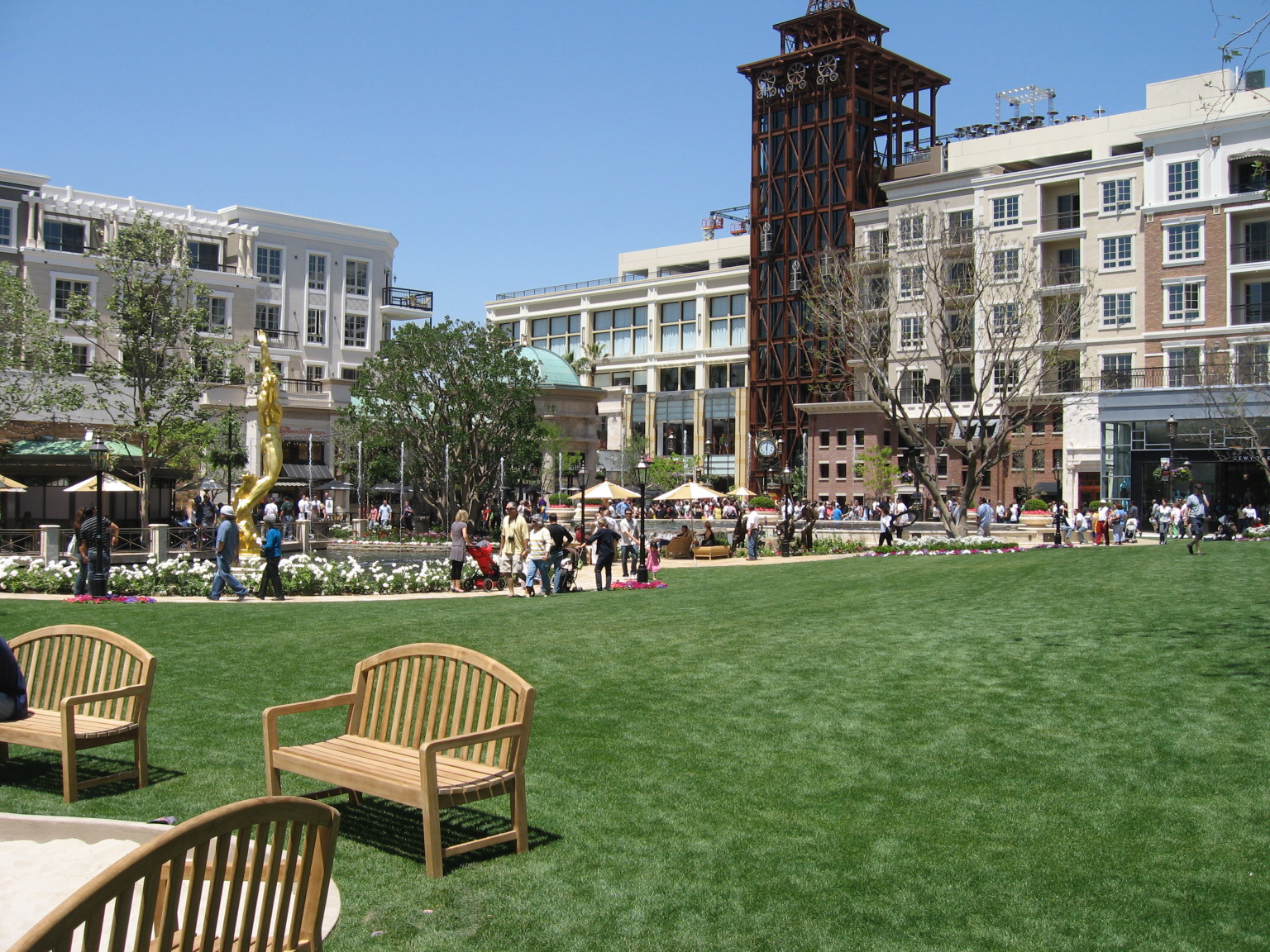
آمریکانا در برند
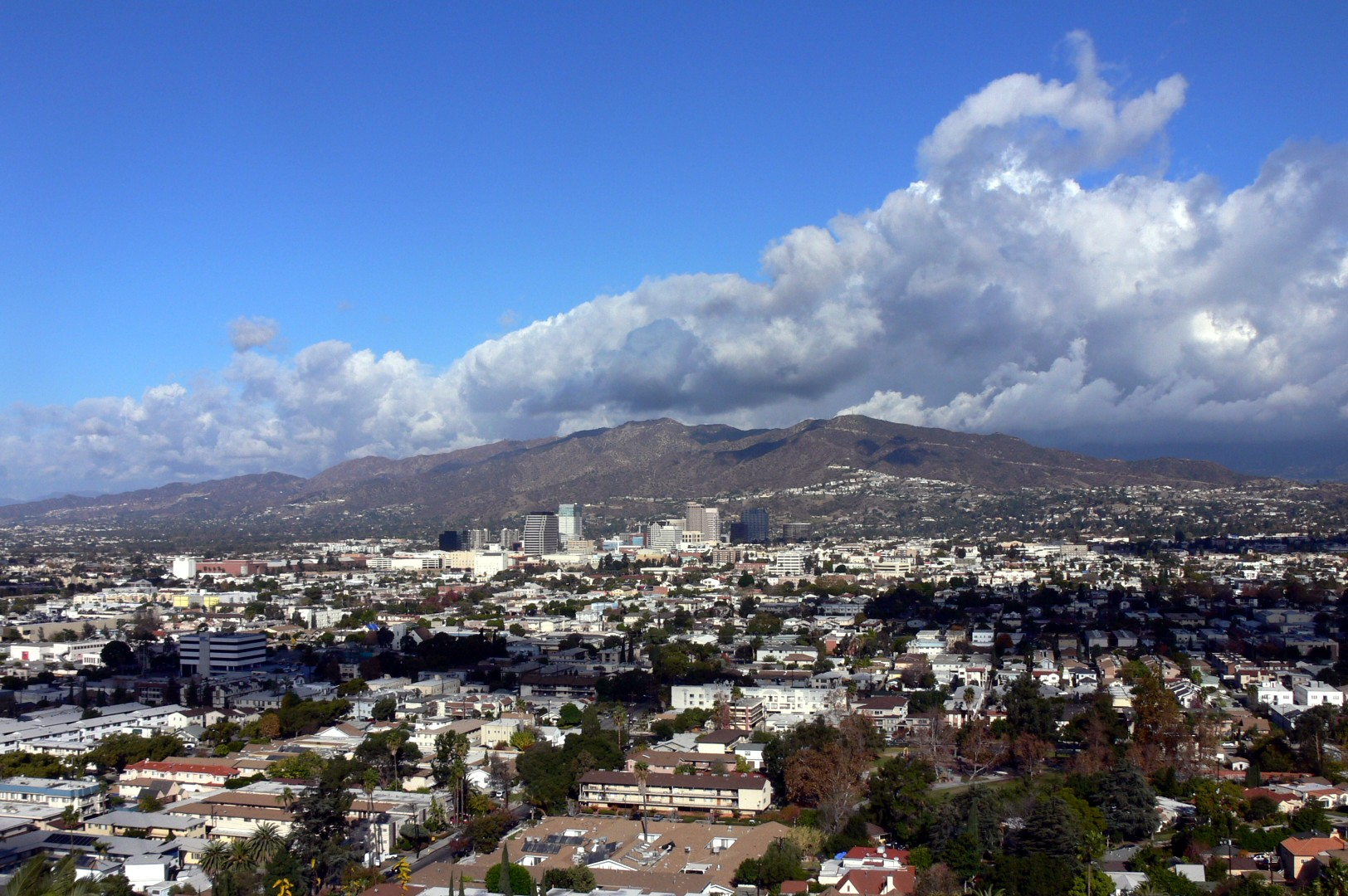
منظره جنوبی کوهستان‌های وردوگو دسامبر ۲۰۰۶